# بلاستومایکوزیس
بلاستومایکوزیس (به انگلیسی: Blastomycosis) نوعی بیماری قارچی بسیار نادر ولی خطرناک است. بلاستومایکوزیس معمولاً ابتدا پوست و ریه را درگیر می‌سازد.

## تظاهرات بیماری
تظاهرات بیماری از فرم‌های بدون علامت تا اشکال سریعاً پیش‌رونده که با گرفتار کردن اندام‌های مختلف موجب مرگ می‌شوند متفاوت است. بیماری در افراد بدون علامت اغلب در رادیوگرافی قفسهٔ سینه (C.X.Ray) یا آزمایش خون تشخیص داده می‌شود.
در بیمارانی که بیماری به صورت درگیری ریوی حاد بروز می‌کند بیمار تب، سرفهٔ خشک و مداوم، درد قفسهٔ سینه و درد ماهیچه دارد. گاهی بیماران علائمی شبیه سل مانند تعریق شبانه، خلط آلوده به خون، خلط چسبناک، کاهش وزن و تنفس‌های سطحی نیز دارند.
دورهٔ کمون بیماری از زمان تماس با قارچ و بروز علائم می‌تواند از چند هفته تا چند ماه باشد. گاه علائم بدون درمان بهبود می‌یابند. بلاستومایکوزیس می‌تواند ضایعات دهانی ایجاد کند. در تعداد اندکی از بیماران بلاستومایکوز وارد خون شده اندام‌های مختلف بدن مانند استخوان و کلیه را درگیر می‌سازد.
درماتیت پوستی ضایعات جلدی ایجاد می‌کند.

## درمان
درمان با داروهای ضد قارچ مانند آمفوتریسین بی، فلوکونازول و ایتراکونازول است.